# 丽泽SOHO

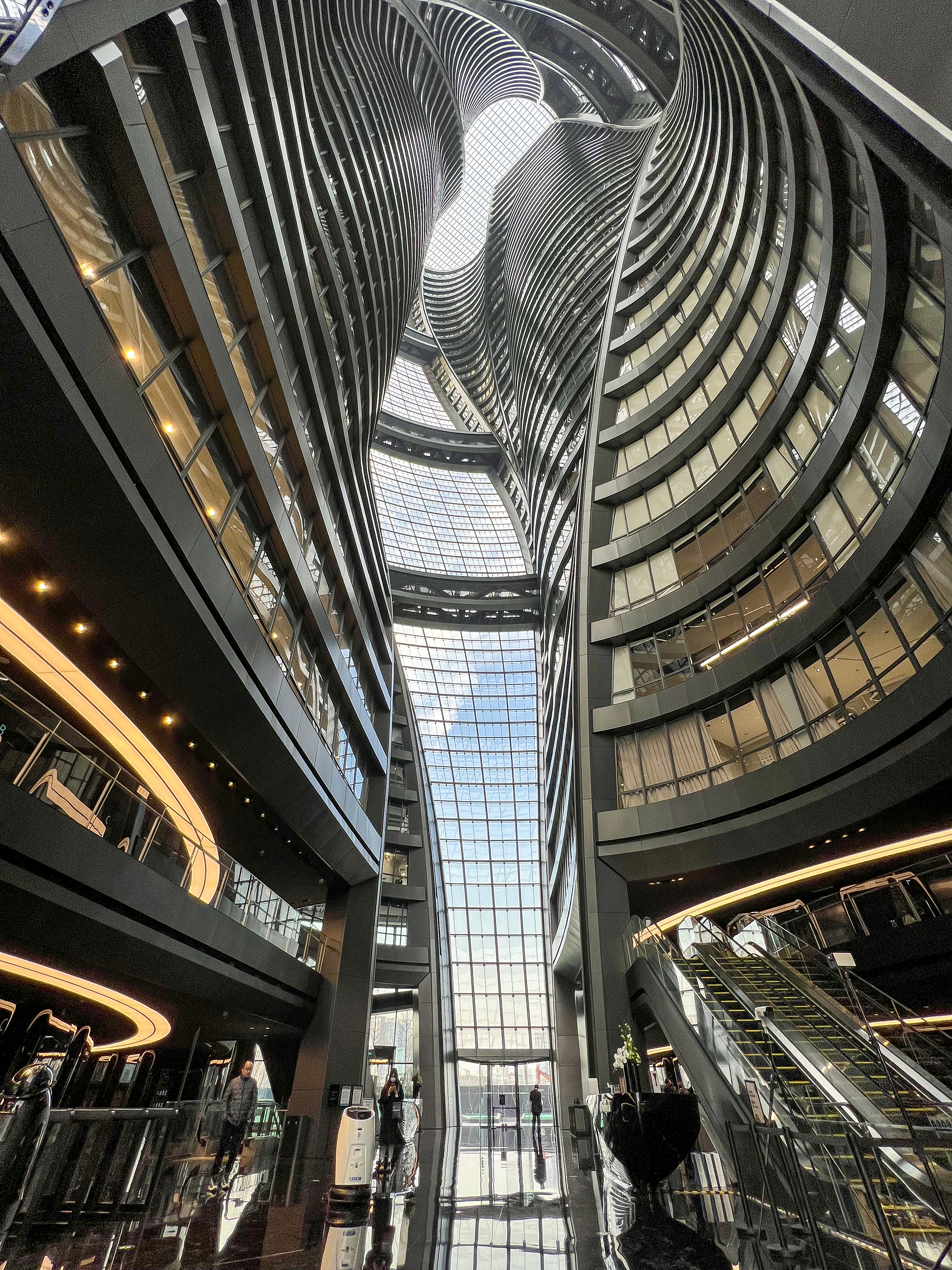
中庭（2021年12月摄）

丽泽SOHO（英語：Leeza SOHO）是房地产商SOHO中国于中华人民共和国北京市丰台区丽泽金融商务区兴建的摩天大楼，于2015年兴建，2019年11月19日落成开放，是建筑设计师继银河SOHO和望京SOHO后，为SOHO中国设计的第三座大楼。
大楼中央设有194米的超高中庭，打破迪拜阿拉伯塔酒店创下的纪录，成为世界最高中庭。中庭采用45度扭曲设计，故各楼层均可自然采光。大楼的两半由环式结构、四座天桥和一面双重绝缘玻璃外墙连接。
2021年1月，华为租赁丽泽SOHO约6万平方米的办公面积，将其设为办公区。

## 地铁
大楼东北侧丽泽路与金泽东路交叉处为北京地铁14号线、16号线、大兴机场线、11号线和房山线换乘站丽泽商务区站。该站14号线部分于2021年12月31日开通，16号线部分于2025年1月19日开通。2024年5月27日开通丽泽SOHO地铁接驳口。其中大兴机场线部分预计于2026年开通，11号线部分预计于2030年开通，房山线部分预计于2033年开通。